# Водяное (Компанеевская поселковая община)
Во́дяное (укр. Во́дяне) — село в Компанеевской поселковой общине Кропивницкого района Кировоградской области Украины.
До 2020 года входило в Компанеевский район
Население по переписи 2001 года составляло 350 человек. Почтовый индекс — 28424. Телефонный код — 5240. Код КОАТУУ — 3522881101.